# Rudolf Gelbard

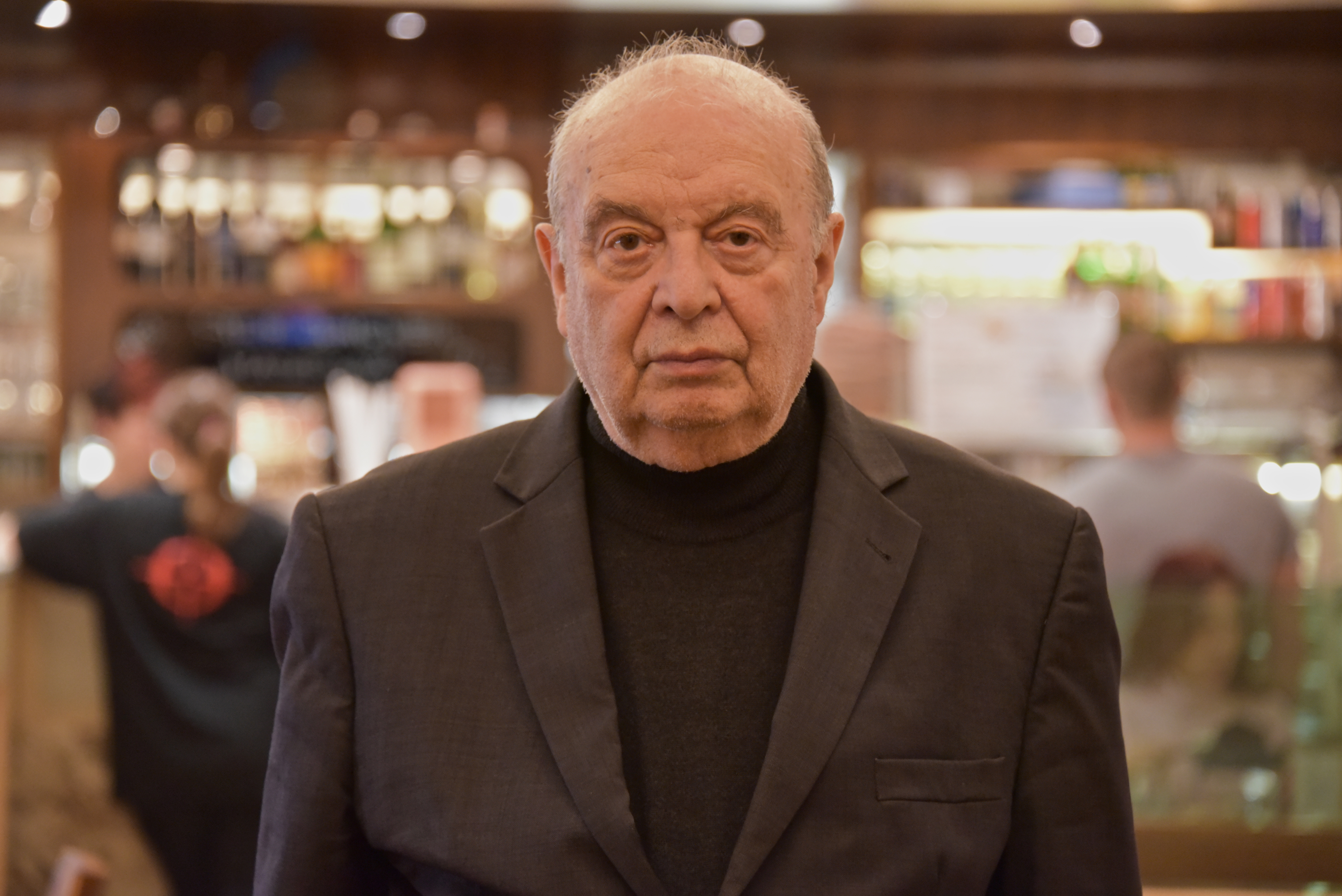
Rudolf Gelbard (2014)

Rudolf Gelbard (* 4. Dezember 1930 in Wien; † 24. Oktober 2018 ebenda) war ein österreichischer Antifaschist, Überlebender des Holocaust und Zeitzeuge.

## Leben und Werk
Rudolf Gelbard wurde 1930 in Wien als Kind jüdischer Eltern geboren und wuchs in der Wiener Leopoldstadt auf. Nach dem „Anschluss“ Österreichs 1938 wurde er wegen seiner Abstammung aus seiner Schule ausgeschlossen, es folgten mehrere Schulwechsel. Die Judenverfolgungen am 9. November 1938 im Zuge des Novemberpogroms erlebte er bewusst mit. 1942 wurde er mit seinen Eltern in das KZ Theresienstadt deportiert. 19 Mitglieder seiner Familie wurden ermordet, er selbst überlebte als eines von etwa 2000 Kindern die Internierung in Theresienstadt.
Seine Schulbildung holte Rudolf Gelbard im Privatunterricht, auf Volkshochschulen und als außerordentlicher Hörer am Institut für Zeitgeschichte der Universität Wien nach. Danach war er beruflich in der Firma seines Vaters tätig, von 1954 bis 1963 als Mitarbeiter im Bundesministerium für soziale Verwaltung. Anschließend arbeitete er als Kaufmann, bevor er 1975 Redakteur beim Kurier wurde.
Nach seiner Befreiung 1945 trat Rudolf Gelbard stets entschieden gegen antisemitische und neonazistische Aktivitäten ein: Mit Gleichgesinnten vom KZ-Verband protestierte er 1946 gegen antisemitische Aktionen an der Universität Wien. Als 1948 ehemalige Ariseure den Verein „Schutzverband der Rückstellungsbetroffenen“ gründen wollten, störte Gelbard mit hunderten anderen Antifaschisten die Gründungsversammlung. 1955 verhinderten sie einen geplanten antisemitischen Vortrag von Fritz Stüber. Auch die Schlägereien bei der Demonstration, bei der 1965 Ernst Kirchweger getötet wurde, erlebte Gelbard mit. Später störte und verunmöglichte er Vorträge des amerikanischen Revisionisten David L. Hoggan und des Holocaust-Leugners David Irving in Wien. Zuletzt ging er mit anderen Holocaust-Überlebenden gerichtlich gegen die rechte Zeitschrift Die Aula vor, nachdem darin die Überlebenden als „Massenmörder“ und „Landplage“ bezeichnet worden waren. Der Fall ging durch alle Instanzen, die Zeitschrift musste schließlich einen Widerruf veröffentlichen.
Politisch fand Rudolf Gelbard bei den Sozialdemokraten (SPÖ) eine Heimat. Er besuchte die Akademie der Sozialistischen Jugend und später die Wiener Parteischule der SPÖ. Als Mitglied der Sozialdemokratischen Freiheitskämpfer setzte sich Rudolf Gelbard für die Aufklärung über die NS-Verbrechen ein. Neben seiner Tätigkeit als Vortragender in Schulen, auf Symposien und in Lehrveranstaltungen war er auch als Kulturreferent der Israelitischen Kultusgemeinde in Wien tätig. Darüber hinaus gehörte er dem Vorstand des Dokumentationsarchivs des österreichischen Widerstandes an, dem Beirat der Österreichisch-Israelischen Gesellschaft und dem Beirat des Koordinierungsausschusses für christlich-jüdische Zusammenarbeit.
Für seine Verdienste und seine aufklärerische Vortragstätigkeit wurde er von der Republik Österreich mit dem Berufstitel Professor und weiteren Auszeichnungen, darunter die Joseph-Samuel-Bloch-Medaille, geehrt. Seit 2008 wird vom Republikanischen Club – Neues Österreich der „Rudolf Gelbard Preis für Aufklärung gegen Faschismus und Antisemitismus“ vergeben. Gelbard selbst war der erste Preisträger dieser Auszeichnung.
In der Spielzeit 2013/14 wirkte er bei der Zeitzeugenproduktion Die letzten Zeugen von Doron Rabinovici und Matthias Hartmann am Wiener Burgtheater mit; die Produktion bezog sich auf die Novemberpogrome 1938, erlangte hohe Wertschätzung seitens Publikum und Presse und wurde zum Berliner Theatertreffen 2014 nach Dresden, Hamburg und Frankfurt eingeladen.
Gelbard war seit 1990 verheiratet und hatte aus einer früheren Ehe eine Tochter, die 1972 im Alter von 17 Jahren verstorben ist.
Rudolf Gelbard starb in der Nacht auf den 24. Oktober 2018, er wurde in einem Ehrengrab am Wiener Zentralfriedhof bestattet.
Im 19. Wiener Gemeindebezirk Döbling liegt die im April 2022 nach Gelbard benannte Rudolf-Gelbard-Gasse. Von der SPÖ Bildung wird regelmäßig das Prof. Rudolf-Gelbard-Symposium durchgeführt: am 9. Mai 2022 "Demokratie und Rechtsstaatlichkeit. Ein Kampf, der nie zu Ende geht." und am 29. Jänner 2024 "Dialog der Religionen".

## Zitat
„Überleben ist ein Privileg, das verpflichtet. Ich habe mich immer wieder gefragt, was ich für die tun kann, die nicht überlebt haben. Die Antwort, die ich für mich gefunden habe (und die keineswegs die Antwort jedes Überlebenden sein muss), lautet: Ich will ihr Sprachrohr sein, ich will die Erinnerung an sie wach halten, damit die Toten in dieser Erinnerung weiterleben können. Aber wir, die Überlebenden, sind nicht nur den Toten verpflichtet, sondern auch den kommenden Generationen: Wir müssen unsere Erfahrungen an sie weitergeben, damit sie daraus lernen können. Information ist Abwehr. Überlebende müssen wie Seismographen sein, sie müssen die Gefahr – früher als andere – wittern, in ihren Konturen erkennen und aufzeigen. Sie haben nicht das Recht, sich ein zweites Mal zu irren und für harmlos zu halten, was in einer Katastrophe münden kann.“

## Dokumentationen
- Der Mann auf dem Balkon. Rudolf Gelbard. KZ-Überlebender – Zeitzeuge – Homo Politicus. Dokumentarfilm von Kurt Brazda (2008; ORF/3sat)[16]
- Die Nacht der Zeitzeugen. Mit Leon Weintraub, Rudolf Gelbard, Jörg Skriebeleit und Kerstin von Lingen. Redaktion und Moderation: Andreas Bönte (2014, Bayerisches Fernsehen)
- Die letzten Zeugen. Mit Marko Feingold, Rudolf Gelbard, Lucia Heilman, Vilma Neuwirth, Suzanne-Lucienne Rabinovici und Ari Rath. Aufzeichnung aus dem Wiener Burgtheater, Ausstrahlung am 28. November 2014, ORF III.

## Auszeichnungen
- 1996 Goldenes Verdienstzeichen der Republik Österreich
- 1997 Joseph-Samuel-Bloch-Medaille für besondere Verdienste im Kampf gegen den Antisemitismus
- 1997 Verleihung des Berufstitels Professor durch den Bundespräsidenten der Republik Österreich
- 1998 Otto-Bauer-Plakette für Verdienste im Kampf gegen Rechtsradikalismus und Faschismus
- 1998 Ehrentafel der Organisation ESRA
- 2000 Viktor-Adler-Plakette für besondere Verdienste um die Arbeiterbewegung
- 2002 Großes Goldenes Ehrenzeichen des Bundesverbandes Israelitischer Kultusgemeinden in Österreich
- 2005 Theodor-Herzl-Preis der Zionistischen Föderation Österreich
- 2005 Goldenes Verdienstzeichen des Landes Wien[17]
- 2008 Rudolf-Gelbard-Preis für Aufklärung gegen Faschismus und Antisemitismus des Republikanischen Clubs – Neues Österreich
- 2009 Fernsehpreis der Österreichischen Erwachsenenbildung (gemeinsam mit Kurt Brazda) für den Dokumentarfilm Der Mann auf dem Balkon: Rudolf Gelbard
- 2011 Silbernes Ehrenzeichen für Verdienste um die Republik Österreich[8]
- 2015 Österreichisches Ehrenkreuz für Wissenschaft und Kunst
- 2016 Victor-Adler-Plakette[18][19]
- 2018 Ute-Bock-Preis für Zivilcourage[20]